# Spawn: The Eternal
Spawn: The Eternal es un videojuego desarrollado por Sony Interactive Studios America y publicado por Sony Computer Entertainment para la PlayStation, basado en el personaje de cómic Spawn creado por Todd McFarlane y producido por Image Comics. Fue lanzado el 1 de diciembre de 1997 en Norteamérica y recibió malas críticas. Cuando se reproducía en un reproductor de CD, se revelaba que el disco contenía una larga entrevista de audio con el creador de Spawn, Todd McFarlane.

## Desarrollo
El desarrollo del juego comenzó a principios de 1995. El formato original del juego se desechó en 1996 para poder rediseñarlo en el mismo estilo de laberinto en 3D que el popular Tomb Raider, lo que llevó a que el ciclo de desarrollo se alargara a dos años. Se anunció una fecha de lanzamiento para agosto de 1997 que se estrenaría más o menos en la misma época en que se estrenó la película Spawn en los cines, pero se retrasó hasta diciembre debido a más retrasos.
Todas las animaciones de los personajes fueron grabadas en el estudio de captura de movimiento de Sony en San Diego.
Durante el desarrollo, el equipo envió regularmente copias inacabadas del juego a Todd McFarlane y a su mano derecha Terry Fitzgerald, quienes revisaban el juego y proporcionaban comentarios.

## Recepción
El juego recibió una respuesta generalmente negativa de los críticos. 
GameSpot le dio al juego una puntuación de 1.8/10, citando los pobres controles, los gráficos con errores, y una cámara que se mueve demasiado lento para seguir el ritmo del personaje del jugador.
IGN le dio al juego un 2/10, quejándose de las texturas granulosas, los combates simplistas, los puzles demasiado fáciles, y la falta general de desafío.
Next Generation revisó la versión del juego para PlayStation, calificándolo con 1 estrella de 5, y declaró que "Desesperadamente, Spawn: The Eternal probablemente se venderá sólo por la licencia adjunta, lo que demuestra que no hemos aprendido nada en todos los años de juegos con licencia de cine, desde E.T. hasta esta atrocidad. Qué vergüenza para Sony".
Ultra Game Players puntuó el juego con 3/10 y dijeron que "las texturas son feas y repetitivas, y la resolución es pixelada y muestran muchos bloques".